# Sonningprisen
Denne side handler om kulturprisen "Sonningprisen". For musikprisen, se Léonie Sonnings Musikpris.
Sonningprisen er Danmarks største kulturpris og uddeles i henhold til Sonning-Fondens bestemmelser.
Prisen er testamentarisk stiftet af redaktør og forfatter Carl Johan Sonning (1879-1937). Fundatsen for prisen er fra 19. april 1949 og blev ændret 21. januar 1974, hvor det bestemtes at prisen skulle være på mindst 100.000 kr. til uddeling mindst hvert andet år. Prisen er for øjeblikket på 1 mio. kr. og uddeles så vidt muligt på C. J. Sonnings fødselsdag den 19. april ved en festlighed i Festsalen på Københavns Universitet.
Sonningprisen tildeles en mand eller kvinde, der skønnes at have udført et "fortjenstfuldt arbejde til gavn for den europæiske kultur". 
Forslag til modtagere af Sonningprisen kan fremsættes af europæiske universiteter. Prisvinderen udpeges af en komité på Københavns Universitet, hvis rektor er formand.

## Prismodtagere
kilde: liste af sonningprisens prismodtagere fra Københavns Universitet.

### 1950'erne
- 1950: Sir Winston Churchill, statsmand, England (ekstraordinær pris)
- 1959: Albert Schweitzer, teolog og filosof, Tyskland

### 1960'erne
- 1960: Bertrand Russell, filosof, England
- 1961: Niels Bohr, fysiker, Danmark
- 1962: Alvar Aalto, arkitekt, Finland
- 1963: Karl Barth, teolog, Schweiz
- 1964: Dominique Pire, teolog, Belgien
- 1965: Richard von Coudenhove-Kalergi, forfatter og statsmand, Østrig
- 1966: Sir Laurence Olivier, skuespiller, England
- 1967: Willem Visser 't Hooft, teolog, Holland
- 1968: Arthur Koestler, forfatter, Ungarn
- 1969: Halldór Laxness, forfatter, Island

### 1970'erne
- 1970: Max Tau, forfatter, Tyskland
- 1971: Danilo Dolci, socialarbejder, Italien
- 1973: Karl Popper, filosof, Østrig
- 1975: Hannah Arendt, politisk teoretiker, Tyskland
- 1977: Arne Næss, filosof, Norge
- 1979: Hermann Gmeiner, stifter af SOS Børnebyerne, Østrig

### 1980'erne
- 1981: Dario Fo, teatermand, Italien
- 1983: Simone de Beauvoir, forfatter, Frankrig
- 1985: William Heinesen, forfatter, Færøerne
- 1987: Jürgen Habermas, filosof og sociolog, Tyskland
- 1989: Ingmar Bergman, filmskaber og teatermand, Sverige

### 1990'erne
- 1991: Václav Havel, forfatter og statsmand, Tjekkiet
- 1994: Krzysztof Kieslowski, filminstruktør, Polen
- 1996: Günter Grass, forfatter og billedkunstner, Tyskland
- 1998: Jørn Utzon, arkitekt, Danmark

### 2000'erne
- 2000: Eugenio Barba, teaterinstruktør og stifter af Odin Teatret, Danmark
- 2002: Mary Robinson, FN's højkommissær for menneskerettigheder, Irland
- 2004: Mona Hatoum, billedkunstner, Storbritannien
- 2006: Ágnes Heller, filosof, Ungarn
- 2008: Renzo Piano, arkitekt, Italien

### 2010'erne
- 2010: Hans Magnus Enzensberger, forfatter, Tyskland
- 2012: Orhan Pamuk, forfatter, Tyrkiet
- 2014: Michael Haneke, filminstruktør, Østrig
- 2018: Lars von Trier, filminstruktør, Danmark

### 2020'erne
- 2021: Svetlana Aleksijevitj, forfatter og systemkriter, Hviderusland
- 2023: Marina Abramović, performancekunstner, Serbien
- 2025: Hervé This, kemiker, Fransk